# 검은 여름
"검은 여름"은 2019년에 개봉한 대한민국의 영화이다.

## 캐스팅
- 우지현 : 지현 역
- 이건우 : 건우 역
- 김진연
- 김수진
- 이가은
- 임윤비
- 오규철
- 조선기
- 정원창
- 안동구
- 김연우
- 차영주
- 이우재
- 김근태
- 김동재